# Гродзець (гміна Озімек)
Гродзець (пол. Grodziec) — село в Польщі, у гміні Озімек Опольського повіту Опольського воєводства.
Населення — 1336 осіб (2011).
У 1975-1998 роках село належало до Опольського воєводства.

## Демографія
Демографічна структура станом на 31 березня 2011 року:
|          | Загалом | Допрацездатний вік | Працездатний вік | Постпрацездатний вік |
| -------- | ------- | ------------------ | ---------------- | -------------------- |
| Чоловіки | 668     | 117                | 479              | 72                   |
| Жінки    | 668     | 101                | 389              | 178                  |
| Разом    | 1336    | 218                | 868              | 250                  |